# Parafia Przemienienia Pańskiego w Mieszkowicach
Parafia pod wezwaniem Przemienienia Pańskiego w Mieszkowicach – parafia rzymskokatolicka należąca do dekanatu Mieszkowice, archidiecezji szczecińsko-kamieńskiej, metropolii szczecińsko-kamieńskiej. Siedziba parafii mieści się Mieszkowicach przy ulicy Jana Pawła II.

## Kościół parafialny
Kościół pw. Przemienienia Pańskiego w Mieszkowicach

## Kościoły filialne i kaplice
- Kościół pw. Ducha Świętego w Mieszkowicach[1]
- Kościół pw. Matki Boskiej Częstochowskiej w Wierzchlesie[1]

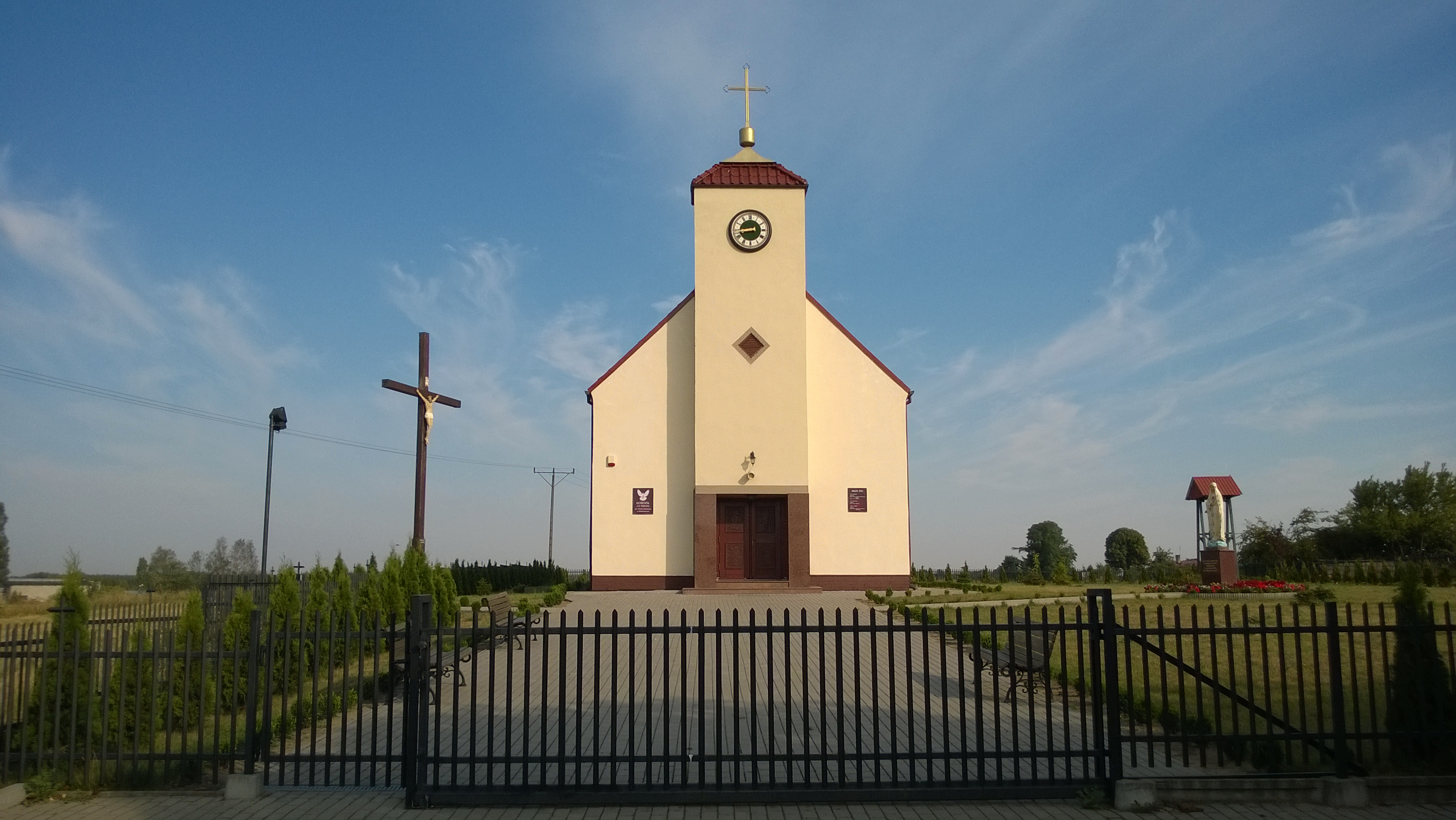
Kościół filialny pw. Ducha Świętego w Mieszkowicach

- Kaplica w Kamionce[1]